# Biolchev Peak
Der Biolchev Peak (englisch; bulgarisch Биолчев връх Bioltschew wrach) ist ein 550 m hoher und felsiger Berg im Bigla Ridge an der Foyn-Küste des Grahamlands im Norden der Antarktischen Halbinsel. Er ragt 3,1 km südwestlich des Mount Popov 4,8 km nordnordwestlich des Takev Point und 6,9 km östlich des Chuypetlovo Knoll auf. Der Beaglehole-Gletscher liegt westlich von ihm.
Britische Wissenschaftler kartierten ihn 1974. Die bulgarische Kommission für Antarktische Geographische Namen benannte ihn 2013 nach Bojan Bioltschew, der ab 2000 an mehreren Kampagnen des bulgarischen Antarktisprogramms beteiligt war.